# محمد العبدري الحاحي
محمد بن محمد بن محمد بن علي بن أحمد بن مسعود أبو عبد الله العبدري المعروف بالحيحي و(الحاحي) لقبه العبدري نسبة إلى بني عبد الدار بن قصي من قريش، والحاحي نسبة إلى بلاد (حاحة) بالسوس المغربية، الواقعة على بعد 60 كيلومترا من مدينة الصويرة في الشاطئ الأطلسي, وهو رحالة ومؤرخ وقاض وفقيه مغربي في القرن السابع الهجري، ولد بحاحا ونشأ بها، إلا أنه انتقل إلى مراكش حيث تعلم فيها إلى أن صار قاضيا. عاد بعد رحلته إلى حاحا وتوفي (نحو 1300 - نحو 700 هـ) بها وقبره معروف فيها يطلق عليه اسم (سيدي أبو البركات) وكان شاعرا فحلا وأديبا نقادا.
تدل نسبته العَبْدري على أنه من أصل عربي قرشي يرجع إلى بني عبد الدار بن قصي بن كلاب. إلاّ أن بعض الباحثين ينسبه إلى بلنسية الأندلسية، وذلك راجع إلى أن كتب التراجم لم تذكر معلومات كافية عن نشأته وحياته، ولم تحدد سنتي ولادته ووفاته، مع أنه وصف بأنه الفقيه العالم العارف المتفنن، وأن آباءه كانوا من العلماء.

## رحلته
لم يخلف العبدري سوى رحلته العبدرية المسماة الرحلة المغربية التي رافقه فيها أخوه يحيى والتي أخذ بتدوينها في تِلِمْسان. ويبدو من قراءة هذه الرحلة أنه كان ذا علم جم واطلاع واسع في العلوم الإسلامية واللغة العربية والآدب والشعر، إلى جانب إلمامه بلغات البربر.
كان هدفه من رحلته هذه أداء فريضة الحج، وقد بدأها في الخامس والعشرين من ذي القعدة سنة 688هـ - 1289م، واتخذ فيها طريق أفريقيا الشمالي، فسافر براً من وراء الأطلسي قاطعاً المفازة الواقعة بين جنوبي المغرب ومدينة تلمسان، فما كاد يصل إلى مدينة الجزائر حتى غادرها إلى تونس، ثم قصد بلاد طرابلس ومصر، فمر بالإسكندرية وتابع إلى القاهرة، ثم اتجه إلى العقبة ودخل مع الركب بلاد الحجاز، فقصد مكة المكرمة ثم المدينة المنورة.
أما عودته فكانت عن طريق فلسطين، فأقام في القدس خمسة أيام حضر فيها مجلسين علميين للقاضي بدر الدين بن جماعة، ثم رحل إلى الإسكندرية، ومنها قفل راجعاً إلى بلاده في المغرب.
يستدل من دراسة مقدمة رحلته أن المؤلف لم يعتمد في تسجيل معلوماته إلاّ على خبرته الشخصية وتجربته الحسية، فجاءت الرحلة غنية بالمشاهد الحية للطبيعة من سهول وجبال وأنهار وبحار، وبأوصاف المدن والمعالم الأثرية كوصفـه لمنارة الإسكندرية أو أهـرامات مصر أو قبـة الصخرة. وكثيـراً ما كـان يجنح إلى تصويـر الأوضـاع الاقتصادية والاجتماعية والعلمية، ويأتي على ذكر أعـلام الفقهاء في عصره، مما يدلّ على أن العبدري كان يملك حساً لمَّاحاً ولغة تصويرية حاذقة ومعرفة وثيقة بعلم الآثار والجغرافية الطبيعية والسكانية.
إلاّ أنه مع ذلك لم يكن يتحفظ في نقده اللاذع الصريح لما يصادفه من العادات المنكرة والسلوك الشائن.
من ذلك مثلاً أنه حين دخل الإسكندرية أعجبه موقعها ومناظرها ومبانيها البديعة، لكنه أخذ يندد بالمعاملة التي كان الحجاج يلقونها على أيدي الحراس الذين يبالغون في تحصيل المكوس «فمدوا في الحجاج أيديهم، وفتشوا الرجال والنساء، وألزموهم أنواعاً من المظالم، وأذاقوهم ألواناً من الهوان …».
وُيطالع المرء بين الحين والحين في تضاعيف هذه الرحلة المشوقة، قصائد لطيفة للمؤلف نفسه أو لغيره، فها هو ذا العبدري وقد مر به عيد الفطر وهو في القاهرة يحن إلى أولاده وأصحابه فيقول:
حظيت هـذه الرحلة باهتمام عـدد من المستشرقين الفرنسيين والإسبان، فقد قال عنها المستشرق الفرنسي (شيربونو): «إنني ما رأيت كتاباً عربياً مفيداً ممتعاً على درجـة رحلـة العبدري، ليـس لصحة تحقيقاته الجغرافية فقط، ولكن أيضاً لتفاصيلـه عن الآثار القديمـة، ولدراستـه للعادات، ولتقديمه لنا جُـل علماء القرن السابع الهجري المسلمين».
طبعت الرحلة ونشرت عام 1968 م في جامعة محمد الخامس في المغرب بتحقيق محمد الفاسي.